# Fred Schmidt (Schwimmer)

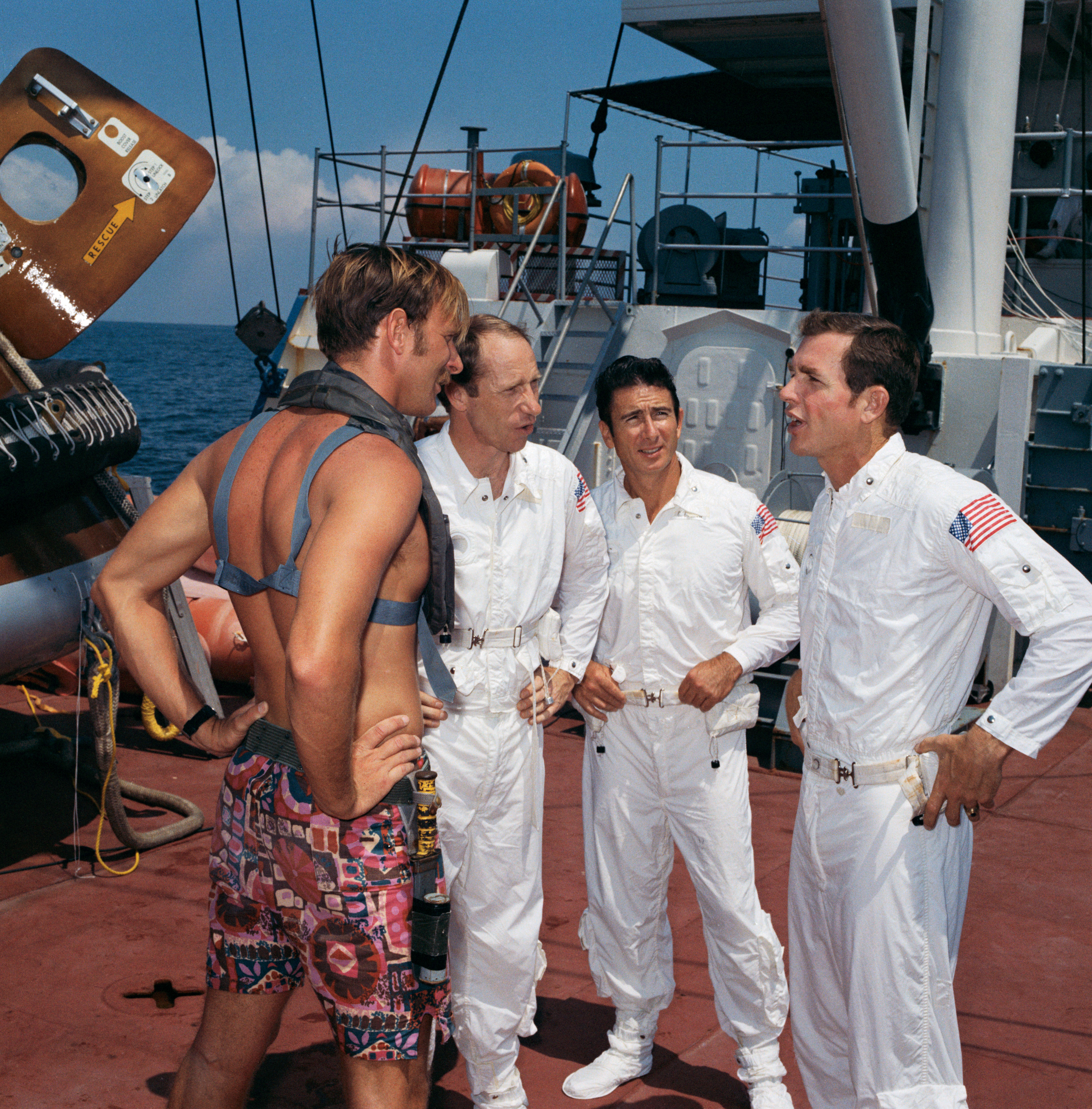
Fred Schmidt mit den Astronauten Alfred Worden, James Irwin und David Scott im Jahr 1971

Frederick „Fred“ Weber Schmidt (* 23. Oktober 1943 in Evanston, Illinois) ist ein ehemaliger Schwimmer aus den Vereinigten Staaten. Er gewann 1964 eine olympische Goldmedaille mit der Lagenstaffel und eine Bronzemedaille über 200 Meter Schmetterling.

## Karriere
Der 1,88 m große Fred Schmidt stellte 1961 bei den Meisterschaften der Amateur Athletic Union in 58,6 Sekunden einen Weltrekord über 100 Meter Schmetterling auf. Das blieb sein einziger Meistertitel im Freien, in der Halle gewann er zwei weitere Titel. Als Student der Indiana University Bloomington gewann er drei Titel bei den Meisterschaften der National Collegiate Athletic Association.
Bei den Panamerikanischen Spielen 1963 in São Paulo erreichte Schmidt über 200 Meter Schmetterling den zweiten Platz hinter seinem Landsmann Carl Robie. Im Jahr darauf bei den Olympischen Spielen 1964 in Tokio trat Schmidt zunächst mit der 4-mal-100-Meter-Lagenstaffel an. Im Vorlauf qualifizierten sich Richard McGeagh, Virg Luken, Walter Richardson und Robert Earl Bennett mit einer Zeit von 4:05,1 Minuten als schnellste Staffel für das Finale. Im Finale siegten Thompson Mann, Bill Craig, Fred Schmidt und Robert Earl Bennett in der Weltrekordzeit von 3:58,4 Minuten und waren damit die erste Lagenstaffel unter der Vier-Minuten-Grenze. Über 200 Meter Schmetterling erreichte Schmidt das Finale mit der viertschnellsten Zeit. Im Endlauf siegte der Australier Kevin Berry vor Carl Robie und Fred Schmidt, der 1,7 Sekunden Vorsprung auf den Viertplatzierten hatte.
1971 war Schmidt Leutnant der United States Navy SEALs und als Unterwasserschwimmer für einen etwaigen Rettungsversuch bei der Landung von Apollo 15 vorgesehen.